# Johann Kroner
Johann Kroner (ur. 1903, zm. ?) – zbrodniarz hitlerowski, członek załogi niemieckiego obozu koncentracyjnego Mauthausen-Gusen i SS-Unterscharführer.
Z zawodu robotnik. Członek NSDAP i SS od 1 stycznia 1939. 7 listopada 1939 wstąpił do Waffen-SS. W lutym 1940 rozpoczął służbę w kompleksie obozowym Mauthausen jako strażnik w podobozie Gusen, gdzie pozostał do sierpnia 1943. Następnie był kierownikiem komanda więźniarskiego w podobozie Wiener-Neudorf od sierpnia 1943 do marca 1944. Wreszcie od kwietnia 1944 do maja 1945 Kroner był strażnikiem w podobozie Ebensee. Znęcał się nad podległymi mu więźniami i skazywał ich na okrutne kary, z karą chłosty włącznie.
Za wyżej wymienione zbrodnie Johann Kroner skazany został w procesie załogi Mauthausen-Gusen (US vs. Ernst Walter Dura i inni) na 20 lat pozbawienia wolności.